# Ada (Serbia)
Ada (húngaro: Ada; serbocroata cirílico: Ада) es un municipio y villa de Serbia perteneciente al distrito de Banato del Norte de la provincia autónoma de Voivodina.
En 2011 su población era de 16 991 habitantes, de los cuales 9564 vivían en la villa y el resto en las 4 pedanías del municipio. La mayoría de los habitantes del municipio son magiares (12 750 habitantes), con una importante minoría de serbios (2956 habitantes).
Se ubica a orillas del río Tisza, unos 20 km al oeste de Kikinda. Forma parte de la región histórica de Bačka.

## Historia
El asentamiento tiene su origen en la época otomana y su topónimo significa "isla" en turco. Durante las guerras de reconquista de la zona del Imperio Habsburgo, a finales del siglo XVII Arsenije III Crnojević estableció aquí uno de los puntos de nuevo asentamiento de serbios. A lo largo del siglo XVIII se fueron asentando numerosos serbios y magiares, cuyos primeros templos respectivamente ortodoxo y católico se inauguraron en 1703 y 1760; al finalizar el siglo se instaló también una pequeña comunidad de judíos, que llegaron a ser medio millar en la primera mitad del siglo XX, pero en 1941 los invasores alemanes asesinaron a casi todos los judíos de Ada. En 1836, Ada recibió el título de villa debido a su tamaño y amplia actividad comercial. En 1889 se unió a la red de ferrocarriles del reino de Hungría, al abrirse una estación de la línea de Senta a Bečej.

## Pedanías
- Mol
- Obornjača
- Sterijino
- Utrine

## Ciudades Hermanadas
- Budapest XI, Hungría
- Makó, Hungría
- Inárcs, Hungría
- Nemesnádudvar, Hungría
- Joseni, Rumanía